# Джеррі Гайденрайх
Джеррі Гайденрайх (англ. Jerry Heidenreich, 4 лютого 1950 — 18 квітня 2002) — американський плавець.
Олімпійський чемпіон 1972 року.
Переможець Панамериканських ігор 1971 року.
Призер літньої Універсіади 1970 року.
За свою кар'єру в плаванні він встановив шість світових рекордів, усі як член естафетної команди.
У 1992 році Гейденрайх був включений до Міжнародної зали слави плавання як «Почесний плавець».
У 1980-х став тренером з плавання. У липні 2001 року Гайденрайх переніс легкий інсульт, який залишив його з паралічем лівої сторони. 18 квітня 2002 року він покінчив із собою передозуванням рецептурних ліків у своєму будинку в Перисі, штат Техас.